# Soul Love
Soul Love is een nummer van de Britse muzikant David Bowie, uitgebracht als de tweede track op zijn album The Rise and Fall of Ziggy Stardust and the Spiders from Mars uit 1972.
In het nummer wordt het verhaal verteld van een moeder die knielt bij het graf van haar zoon, waarbij de regel "stone love" (steenliefde) suggereert dat zij beiden een vastberaden liefde deelden met levenloze emoties. In interviews suggereerde Bowie dat het nummer ging over zijn relatie met Hermoine Farthingale, die in 1969 werd beëindigd: "Ik was ooit verliefd, misschien, en het was een vreselijke ervaring. Het verrotte mij, het droogde me uit, en het was een ziekte. Een hatelijk ding was het."
In juni 1973 verscheen het nummer op de B-kant van de single "All the Madmen", die alleen in Oost-Europa werd uitgebracht. In 1978 werd in Japan een liveversie van het nummer uitgebracht als B-kant van "Blackout" ter promotie van het livealbum Stage.
Een country/ska-versie van het nummer werd opgenomen door gitarist Mick Ronson en verscheen op heruitgaven van zijn album Play Don't Worry, oorspronkelijk uit 1975.

## Muzikanten
- David Bowie: zang, akoestische gitaar, saxofoon, achtergrondzang
- Mick Ronson: elektrische gitaar
- Trevor Bolder: basgitaar
- Mick "Woody" Woodmansey: drums